# Liste der Monuments historiques in Volstroff
Die Liste der Monuments historiques in Volstroff führt die Monuments historiques in der französischen Gemeinde Volstroff auf.

## Liste der Bauwerke
| Bezeichnung                | Beschreibung                           | Standort        | Kennzeichnung | Schutzstatus | Datum | Bild |
| -------------------------- | -------------------------------------- | --------------- | ------------- | ------------ | ----- | ---- |
| Château de Schell-Vinsberg | mittelalterliche Burgstelle mit Graben | Vinsberg (Lage) | PA00107045    | Classé       | 1991  |      |

## Liste der Objekte
| Bezeichnung | Beschreibung                               | Standort                                   | Kennzeichnung | Schutzstatus | Datum | Bild |
| ----------- | ------------------------------------------ | ------------------------------------------ | ------------- | ------------ | ----- | ---- |
| Taufbecken  | Kalkstein, farbig gefasst, 16. Jahrhundert | Reinange, in der Kapelle St-Nicolas (Lage) | PM57000915    | Inscrit      | 1996  |      |
| Taufbecken  | Kalkstein, farbig gefasst, 15. Jahrhundert | Volstroff, in der Kirche St-Michel (Lage)  | PM57000936    | Inscrit      | 1996  |      |